# Journal (Buch)
Das Journal [ʒʊrˈnaːl] (von französisch journal [ʒuʀˈnal] ‚Zeitung‘, ‚Tagebuch‘) ist eine besondere Form des Tage- oder des Notizbuchs.
Es dient dem Notieren thematisch orientierter Einfälle. Methodisch wird dies beim sogenannten Journal-Writing im Bereich journalistischer Recherche, wissenschaftlicher Forschung und schriftstellerischer Arbeit umgesetzt. Es bildet ein wichtiges Handwerkszeug für das Kreative Schreiben.

## Bekannte Journale
- Aus dem Berliner Journal (literarisches Tagebuch von Max Frisch)
- Journale des Hendrik Witbooi (im Nationalarchiv Namibias und Weltdokumentenerbe)
- Journal d’une bourgeoise pendant la révolution (aus der Zeit der Französischen Revolution)
- Das Gewicht der Welt. Ein Journal (November 1975 – März 1977) (literarische Aufzeichnungen von Peter Handke)
- Jetzt die Gegend damals. Journalroman (von Jürgen Becker)